# Mieke Verbelen
Mieke Verbelen (4 juni 1957) is een Vlaams scenariste. Ze is gehuwd met acteur Ronny Waterschoot.

## Carrière
Mieke Verbelen schreef reeds scenario's voor volgende reeksen:
- Familie (1996-2012)[1]
- F.C. De Kampioenen (2003-2004)
- Emma (2007)

Verder schrijft ze ook toneelstukken.
Van opleiding is Verbelen lerares plastische kunsten.